# Kim Hye-Rin
Kim Hye-Rin (9 de noviembre de 1999) es una deportista surcoreana que compite en curling. Ganó una medalla de bronce en el Campeonato Mundial de Curling Femenino de 2019 y una medalla de plata en el Campeonato Pan Continental de Curling Femenino de 2022.

## Palmarés internacional
| Campeonato Mundial         | Campeonato Mundial    | Campeonato Mundial | Campeonato Mundial |
| Año                        | Lugar                 | Medalla            | Prueba             |
| -------------------------- | --------------------- | ------------------ | ------------------ |
| 2019                       | Silkeborg (Dinamarca) | Medalla de bronce  | Equipo             |
| Campeonato Pan Continental |                       |                    |                    |
| Año                        | Lugar                 | Medalla            | Prueba             |
| 2022                       | Calgary (Canadá)      | Medalla de plata   | Equipo             |